# Цілинна ділянка (околиця с. Троїцьке)
Цілинна ділянка — ботанічний заказник місцевого значення. Об'єкт розташований на території Бердянського району Запорізької області, околиця села Троїцьке.
Площа — 2 га, статус отриманий у 1980 році.